# Ord
Ord es una función básica de diferentes lenguajes de programación. Sirve para convertir un carácter a su valor numérico ASCII (o en algunos lenguajes un valor ordinal).
En PHP su declaración es la siguiente:
int ord ( string $string )

En free Pascal su declaración es la siguiente (muy parecida declaración a la de Delphi):
function Ord(X: TOrdinal):LongInt;

En otros lenguajes (como en Visual Basic) se utiliza la función equivalente ASC().